# Félix Mourinho
José Manuel Félix Mourinho (Setúbal, 12 febbraio 1938 – Setúbal, 21 giugno 2017) è stato un allenatore di calcio e calciatore portoghese, di ruolo portiere.

## Biografia
Era padre di José Mourinho, anch'egli allenatore ed ex calciatore.

## Carriera

### Giocatore
Collezionò oltre 250 presenze con il Vitória e il Belenenses, disputando anche un'amichevole con la selezione lusitana.

### Allenatore
Nel 1971, non ancora conclusa l'attività agonistica, ricoprì il ruolo di secondo per l'allenatore Homero Serpa. Durante la stagione 1981-82 guidò il Rio Ave, con il figlio José come assistente, terminando il campionato al quinto posto. L'anno dopo sedette sulla panchina del Belenenses, appena retrocesso, ma fu esonerato per la fallita promozione. Stesso esito ebbe l'esperienza al Vitória nel 1994-95, a causa della caduta in Liga de Honra.
La stagione seguente venne richiamato sulla panchina del club, immediatamente risalito, ottenendo un dodicesimo posto.

## La morte
Morì a 79 anni, dopo una lunga malattia. In suo onore, il figlio José (all'epoca allenatore del Manchester United) pubblicò su Instagram una foto in bianco e nero che li ritraeva insieme.

## Statistiche

### Cronologia presenze e reti in Nazionale
| Cronologia completa delle presenze e delle reti in nazionale ― Portogallo | Cronologia completa delle presenze e delle reti in nazionale ― Portogallo | Cronologia completa delle presenze e delle reti in nazionale ― Portogallo | Cronologia completa delle presenze e delle reti in nazionale ― Portogallo | Cronologia completa delle presenze e delle reti in nazionale ― Portogallo | Cronologia completa delle presenze e delle reti in nazionale ― Portogallo | Cronologia completa delle presenze e delle reti in nazionale ― Portogallo | Cronologia completa delle presenze e delle reti in nazionale ― Portogallo |
| Data                                                                      | Città                                                                     | In casa                                                                   | Risultato                                                                 | Ospiti                                                                    | Competizione                                                              | Reti                                                                      | Note                                                                      |
| ------------------------------------------------------------------------- | ------------------------------------------------------------------------- | ------------------------------------------------------------------------- | ------------------------------------------------------------------------- | ------------------------------------------------------------------------- | ------------------------------------------------------------------------- | ------------------------------------------------------------------------- | ------------------------------------------------------------------------- |
| 25-6-1972                                                                 | Recife                                                                    | Portogallo                                                                | 2 – 1                                                                     | Irlanda                                                                   | Coppa d'Indipendenza Brasiliana                                           | −1                                                                        |                                                                           |
| Totale                                                                    |                                                                           | Presenze                                                                  | 1                                                                         |                                                                           | Reti                                                                      | −1                                                                        |                                                                           |

## Palmarès

### Giocatore

#### Competizioni nazionali
- Coppa del Portogallo: 2

Vitoria Setubal: 1964-1965, 1966-1967
- Taça Ribeiro dos Reis: 2

Vitoria Setubal: 1962-1963, 1968-1969